# Tru Valentino
Truman "Tru" Valentino (Fráncfort , Alemania , 8 de diciembre de 1989) es un actor estadounidense. Es conocido por interpretar a Aaron Thorsen en The Rookie,  y a Cuphead en The Cuphead Show!. 

## Primeros años de vida
Tru Valentino nació en Fráncfort, Alemania, el 8 de diciembre de 1989. Años más tarde su familia se mudaría a Waynesville, Missouri, en Estados Unidos, donde se graduó en la Waynesville High School. 

## Carrera
Es miembro de la Sunday Company en el Groundlings Theatre and School de Los Ángeles, y ha aparecido como invitado en muchos de sus espectáculos, incluido el espectáculo de improvisación Cookin' With Gas y el espectáculo de sketches en vivo Sunday Night Fever .  Valentino se unió a la cuarta temporada de la serie de ABC, The Rookie, en un papel recurrente. En julio de 2022, se convirtió en un personaje regular a partir de la quinta temporada del programa.  En agosto de 2024, Valentino confirmó que no estaría en la séptima temporada y dejaría el programa.  En 2023, prestó su voz a Cyborg en la película directa a video Justice League x RWBY: Super Heroes & Huntsmen . 

## Filmografía

### Cine
| Año  | Título                                                  | Papel                                     | Notas                            |
| ---- | ------------------------------------------------------- | ----------------------------------------- | -------------------------------- |
| 2021 | The Loud House: La película                             | Propietario de la tienda de pescado (voz) | Película original de Netflix     |
| 2022 | Beavis and Butt-Head Do the Universe                    | McCabe, Jefe de Correccionales (voz)      | Película exclusiva de Paramount+ |
| 2023 | Justice League x RWBY: Super Heroes & Huntsmen - Part 1 | Cyborg, Kilg%re (voz)                     | Directo a vídeo                  |

### Televisión
| Año           | Título                                | Papel                                                   | Notas                                                                          |
| ------------- | ------------------------------------- | ------------------------------------------------------- | ------------------------------------------------------------------------------ |
| 2019          | Hot Streets                           | Jon, Tony (voz)                                         | Episodio: "Hot Streets Disease"                                                |
| 2019, 2021    | La próxima gran aventura de Archibald | Chip, Shane (voz)                                       | 2 episodios                                                                    |
| 2019-2021     | Rápidos y Furiosos: Espías al volante | Gary, Julius, Scadan, Williams (voz)                    | 41 episodios                                                                   |
| 2020-2021     | Trolls: TrollsTopia                   | Blaze Powerchord (voz)                                  | 3 episodios                                                                    |
| 2020-2021     | Los Casagrande                        | Blaze (voz)                                             | 2 episodios                                                                    |
| 2020-2022     | Madagascar: Algo salvaje              | Varias voces                                            | 26 episodios                                                                   |
| 2020-2022     | Los Intrépidos                        | Dave, Carder, voces adicionales                         | 15 episodios                                                                   |
| 2021          | Ridley Jones                          | Papá visitante (voz)                                    | Episodio: "Ready or Not, Here I Come/Some Like It Hot"                         |
| 2021-presente | Spidey y su superequipo               | T'Challa / Black Panther, voces adicionales             | 18 episodios                                                                   |
| 2021-2024     | The Rookie                            | Aaron Thorsen                                           | Papel principal (temporadas 5-6); Papel recurrente (temporada 4), 34 episodios |
| 2022          | FreakAngels                           | Jack (voz)                                              | Miniserie                                                                      |
| 2022-2023     | Kung Fu Panda: el guerrero dragón     | Varias voces                                            | 5 episodios                                                                    |
| 2022-2023     | Beavis y Butt-Head                    | Varias voces                                            | 9 episodios                                                                    |
| 2022          | Somos Ositos                          | Varias voces                                            | 3 episodios                                                                    |
| 2022          | ¡La Serie de Cuphead!                 | Cuphead, voces adicionales                              | Papel principal, 36 episodios                                                  |
| 2022-2023     | El árbol familiar de Los Croods       | Hwan (voz)                                              | 3 episodios                                                                    |
| 2023          | El bebé jefe: Vuelta a la cuna        | Bobber el Cachorro, Bebé de Seguridad de Floaties (voz) | Episodio: "Floaties"                                                           |
| 2025          | StuGo                                 | Zarconium, Timbre (voz)                                 | Episodio: "Pea-Brained Mutant Crystal Nuptials"                                |

### Videojuegos
| Año  | Título                                     | Papel  | Notas |
| ---- | ------------------------------------------ | ------ | ----- |
| 2020 | Rocket Arena                               | Gant   | Voz   |
| 2021 | Psychonauts 2                              | Adam   | [ 6 ] |
| 2021 | Fast & Furious Spy Racers: Rise of SH1FT3R | Scadan | [ 6 ] |